# Повінь (фільм, 1962)
«Повінь» (рос. «Половодье») — радянський художній фільм-мелодрама 1962 року, знятий на кіностудії «Мосфільм».

## Сюжет
Сільська сирота, вісімнадцятирічна Даша Стрешнєва за свою самовіддану працю на фермі отримує зірку Героя Соціалістичної Праці. Цього ж дня в колгосп приїжджає її наречений Зіновій, моряк з Далекого Сходу, який вирішив оселитися в цих краях. Колишня подружка Даші Юлька після нагородження висловлює їй, що вона «липова» героїня, тому що їй всі допомагають. Засмучена Даша вирішує передати Юльці своїх кращих корів на колгоспній фермі, а самій взяти корів-первісток, і відмовитися від будинку, який колгосп будує для неї і її нареченого. Несподівано для Даші Зіновій, якого вона знала до цього тільки за дворічним листуванням, виявляє свою жадібність і дрібновласницьку натуру, переконуючи її не братися за важку роботу в колгоспі (роздоювати корів-первісток), і заявляє, що сам добудує будинок без допомоги колгоспу. Для Даші починається драма, коли вона починає розриватися між своєю любов'ю до Зіновія і несумісністю їхніх життєвих поглядів. Вона все ж береться за первісток, і одна з корів б'є її, коли вона намагається її роздоювати. Зіновій знову намагається переконати Дашу відмовитися від цієї важкої роботи або взагалі виїхати жити в місто. Між ними відбувається сварка і напередодні весілля Зіновій вирішує «провчити» Дашу і виїхати в місто. Але коли баржа вже відпливає від пристані, Зіновій дізнається, що Даша в положенні. Він повертається і вони розписуються в РАГСі. Даша вирішує нічим не суперечити чоловікові. Через деякий час Зіновій змушує її забрати свою корову з колгоспного стада додому. На подружок Даші, що працюють на колгоспній фермі, це справляє гнітюче враження. Голова колгоспу Анна Гаврилівна приходить до Даші і намагається їй пояснити що вона і Зіновій несумісні за своїми життєвим засадам люди і що їм краще розлучитися. Але Даша не може пересилити своє почуття до Зіновія.
Настає зима і наближається час коли Даша повинна народити дитину. Раптово захворює Анна Гаврилівна, яка для сироти Даші завжди була найближчою людиною. Коли вона дізнається, що Анна Гаврилівна померла, вона біжить до траурної процесії і на кладовищі непритомніє. Після пологів Зіновій надсилає Даші в пологовий будинок лист, в якому пише, що пішов з колгоспу і перебрався в місто, і збирається забрати туди ж Дашу і сина. Даша, яка не уявляє собі життя без свого рідного села, виписується завчасно з пологового будинку, щоб не зустрітися з Зіновієм і повертається додому. Приходять подружки Даші і допомагають їй привести в порядок забитий будинок. Увечері приїжджає Зіновій щоб забрати її в місто, але Даша не погоджується виїхати. У пориві злості Зіновій кидає її зірку Героя на підлогу і кричить: «Це вона тобі все затулила!» Даша, остаточно усвідомивши їх несумісність говорить йому, щоб він йшов.
Проходить час, на залізничній станції колгоспники і серед них Даша проводжають колгоспних делегаток «на з'їзд до Хрущова». На станції вона випадково зустрічає Зиновія, він просить у неї вибачення.

## У ролях
- Галина Яцкіна — Даша Стрешнєва
- Валентин Зубков — Зіновій Олексійович
- Віра Кузнецова — Проніна Анна Гаврилівна, голова колгоспу
- Євген Шутов — Артемов Матвій Володимирович, секретар райкому
- Софія Гаррель — Федосіївна, листоноша
- Руфіна Яковлєва — Юлька, доярка
- Валентина Березуцька — доярка
- Ольга Маркіна — Паня, тітка Зіновія
- Раїса Кириллова — доярка
- Наталія Крачковська — доярка
- Рудольф Панков — Семен
- Володимир Смирнов — Єгор, наречений Юльки
- Сергій Калінін — Пахомич, колгоспний сторож
- Сергій Філіппов — Степан
- Георгій Шаповалов — Кузьма Кузьмич
- Юрій Медведєв — Микитка
- Семен Морозов — хлопець з гусьми на поромі
- Віктор Степанов — матрос
- Марія Пастухова

## Знімальна група
- Автор сценарію — Роза Буданцева
- Режисер-постановник — Іскра Бабич
- Оператори-постановники — Антоніна Егіна, Сава Куліш
- Композитори — Микола Сидельников, Новелла Матвєєва
- Художник-постановник — Фелікс Ясюкевич